# C.S.U.
 (mars 2024).
Si vous disposez d'ouvrages ou d'articles de référence ou si vous connaissez des sites web de qualité traitant du thème abordé ici, merci de compléter l'article en donnant les références utiles à sa vérifiabilité et en les liant à la section « Notes et références ».
Pour les articles homonymes, voir CSU.
C.S.U. (sous-titré Les Enquêtes de Kate Kovacs) est une série de romans/thrillers, dont l'action se déroule à Vancouver, au Canada. Rédigée par la Française Caroline Terrée, la série suit les enquêtes d'une unité de police d'élite - le CSU (Crime Support Unit) -, dirigée par Kate Kovacs, un agent du FBI au passé mystérieux. Neuf épisodes ont été publiés à ce jour. Il y a 12 livres sur le CSU.

## Format
Le format de la série est basé sur celui d'une série télévisée, avec un style d'écriture visuel, un rythme rapide et de nombreux dialogues. Dans chaque épisode, Kate Kovacs et son équipe sont confrontés à une affaire criminelle de nature variable : tueur en série, prise d'otages, éco-terrorisme, incendie criminel, etc. Grâce à leurs domaines d'expertise complémentaires, ils couvrent les différents aspects de chaque enquête. Le personnage de Kate, narratrice de la série, est également exploré en profondeur, ajoutant une dimension dramatique et intime à chaque épisode.

## La série
1. CSU : Portée disparue (Milan, 2005)
2. CSU : Le Phénix (Milan, 2005)
3. CSU : Le Dragon rouge (Milan, 2005)
4. CSU : Mort blanche (Milan, 2005)
5. CSU : Le Prédateur (Milan, 2006)
6. CSU : Impact (Milan, 2007)
7. CSU : Sacrifices (Milan, 2010)
8. CSU : Équinoxe (Milan, 2011)
9. CSU : Vortex (publication par Amazon, sortie le 23 mai 2016)[1]

## Guide des épisodes
CSU. Trois lettres pour une réalité captivante : celle d'une unité de police confrontée au crime et à ses conséquences humaines. Basé à Vancouver, le CSU est dirigé par Kate Kovacs, un agent du FBI qui se bat également contre ses propres démons.

### 1.CSU: Portée disparue
Sur le parking d'une forêt de Vancouver, la voiture d'une jeune femme est retrouvée abandonnée. C'est celle de Rachel Cross. 24 ans, étudiante... et fille unique d'un sénateur américain multimillionnaire. Fugue ? Enlèvement ? Assassinat ? Pour Kate Kovacs et son équipe du CSU (Crime Support Unit), tout est possible. Et le temps est compté...

### 2.CSU: Le Phénix
Incendie criminel. Devant les restes calcinés d’une église dans la petite ville de Squamish, une piste s'impose : le Phénix, mystérieuse secte retranchée dans les montagnes qui surplombent la région. Une enquête délicate pour le CSU qui se retrouve vite pris dans un terrible engrenage de haine, de violence et de drames humains. Recherche des temoins pour trouver le criminel.  

### 3.CSU: Le Dragon rouge,
OD: mort d' un officier de police. L'un des pires codes qui soient … Pour Kate et son équipe, l'enquête se révèle, peut-être plus délicate que les autres. D'autant que la fusillade a fait plusieurs victimes, dont un membre de laTriade du dragon rouge, la mafia locale. Chinatown, règlements de comptes, racket … Un mélange explosif entre les mains du CSU.

### 4.CSU: Mort blanche
Avalanche à Whistler. Des sauveteurs déployés en hélicoptère se retrouvent à leur tour victimes des forces de la nature… et la mission laisse une secouriste grièvement blessée. Un accident qui prend une nouvelle dimension quand Kate et son équipe découvrent l’existence d’un mystérieux réseau, prêt à tout pour défier la Mort blanche.

### 5.CSU: Le Prédateur
Coast Plaza Hotel. Un homme d'affaires est retrouvé mort dans sa chambre. Ligoté. Bâillonné. Un étrange message déposé entre ses mains... C’est une signature, celle d’un tueur en série. Une course contre la montre s’enclenche pour Kate et son équipe. Car dans les rues de Vancouver, le prédateur est déjà en train de traquer sa prochaine proie...

### 6.CSU: Impact
Nuit. Pluie. Sur une route de West Vancouver, Kate est victime d’un accident de la route. Une collision qui se transforme en une affaire majeure pour le CSU quand quelque chose de suspect est découvert parmi les débris... Une enquête qui menace aussi de lever le voile sur le passé de Kate, ce mystérieux passé qu'elle tient tant à garder secret.

### 7.CSU: Sacrifices
Shaughnessy (en), une enclave de richesse secouée par un meurtre particulièrement violent : celui d’Olivia Mendoza, exécutée à bout portant devant le domicile d’une avocate, dont elle était l’amie et l’assistante. Un corps criblé de balles qui marque le début d’une longue spirale de violence pour Kate et son équipe – avec un lourd prix à payer à la clé.

### 8.CSU: Équinoxe
Appel de détresse au 911. Terrifiant. Impossible à localiser. Alors que le CSU fait tout pour identifier victime et lieu du crime, une vague de terreur est déjà en train de s'intensifier... Une enquête qui plonge Kate dans un cauchemar professionnel et personnel – et la force à révéler une partie de son passé. Sous peine de finir sur la liste des victimes.

### 9.CSU: Vortex
Une femme est attaquée, chez elle, en pleine nuit... Urbaniste renommée, elle est aussi paraplégique. Kate et son équipe se lancent à la recherche d’un agresseur aussi mystérieux que déterminé, obsédé par une « mission » dont ils ignorent la nature et l'origine. Alors même que le passé de Kate resurgit : au pire moment – et endroit – possible.

## Personnages principaux
- Kate Kovacs : agent du FBI et responsable du CSU.

Son rôle principal est de s’occuper de son équipe et de rechercher l’hélicoptère 
- Nick Ballard : officier du VPD et ex membre d'un Groupe Tactique d'Intervention (GTI).
- Keefe Green : officier du VPD et expert en informatique.
- Connie Chang : officier du VPD experte dans la collecte et l'analyse d'indices matériels.

## Personnages récurrents
- Janet Forbes : responsable des urgences du Lions Gate Hospital (LGH) et meilleure amie de Kate.
- Susan Estrada : psychologue détachée au VPD ; travaille régulièrement avec le CSU.
- Jack Rush : agent du FBI, responsable de l'antenne de Seattle (États-Unis).
- Eric Delgado : médecin légiste.
- Peter Jenkins : leader du GTI de Vancouver.
- Adam Coupland : procureur adjoint de Colombie-Britannique.
- Graham McAllister : chef du Vancouver Police Department (VPD).
- Douglas Wright : chef du West Vancouver Police Department (WVPD).
- Greg Sheppard : responsable de la division des Affaires Internes (VPD).
- David Fletcher : responsable des gardes-côtes.
- Sven Petersen : responsable des urgences du St Paul's Hospital.

## Décors
Chaque épisode de CSU se déroule à Vancouver ou dans sa région. La majorité des décors sont réels et créent un sentiment d'immersion pour le lecteur : on voit ce que Kate voit, on vit ce qu'elle vit. Par souci de réalisme l'auteur fait de nombreuses recherches sur le terrain avant d'écrire chaque tome - et Vancouver joue un rôle essentiel dans la série. La diversité ethnique de sa population fait partie des éléments-clés de nombreux épisodes, de même que la diversité de ses décors : gratte-ciels, ruelles sordides, forêts ancestrales, montagnes, etc.

## Diffusion
La série était publiée en français par les éditions Milan, dans la collection Macadam. Elle est désormais disponible via le réseau Amazon au format papier et numérique.
Les trois premiers épisodes ont été publiés, en espagnol, par les éditions Edelvives.